# Clutia rubricaulis
Clutia rubricaulis là một loài thực vật có hoa trong họ Peraceae. Loài này được Eckl. ex Sond. mô tả khoa học đầu tiên năm 1850.